# Простак (фильм)
«Простак» (англ. Homeboy) — фильм 1988 года, главные роли в котором исполнили Микки Рурк, Дебра Фойер и Кристофер Уокен.

## Сюжет
Боксёру Джонни Уолкеру уже за тридцать, ему нечего терять, и на каждый бой он выходит, как на последний. У него нет дома и семьи. Он любит девушку Рубин, с которой познакомился в лунапарке, но он не может сказать ей об этом. Однажды на медицинском осмотре доктор говорит его другу, что Джонни не стоит больше рисковать, выходя на ринг. Но если у Джонни Уолкера есть даже призрачный шанс подняться и преуспеть — значит, надо этот шанс использовать…

## В ролях
| Актёр           | Роль               |
| --------------- | ------------------ |
| Микки Рурк      | Джонни Уолкер      |
| Кристофер Уокен | Уэсли Пендергасс   |
| Дебра Фойер     | Рубин              |
| Джон Полито     | Мо Фингерс         |
| Рубен Блейдс    | доктор             |
| Стивен Болдуин  | клиент в лунапарке |

## Интересные факты
- В этом фильме Микки Рурк сыграл почти автобиографичную роль профессионального боксёра.